# Йоган Фрідріх Блієр
Йоган Фрідріх Блієр (Блієр, Блігер, Блюер, Блюєр …) (народився в Саксонії в 1674 р. — пом. 1731) — німецький гірничий інженер, , запрошений до Московії в 1698 році як пробірний майстер. Був прийнятий на російську службу в Приказ рудокопних справ 1700 р. Численні успіхи Бліера в пошуках рудних скарбів Уралу дали нагоду професору віденського університету Францу Герману назвати Блієра «справжнім винуватцем рудокопної справи на Уральському хребті». Велике значення мала діяльність Бліера з контрактації гірничих майстрів із Саксонії для роботи на Уралі.

## Життєпис
Блюгер був п'ятою дитиною саксонського податкового інспектора Йоганнеса Блюгера в Шнеберзі . Навчався у Фрайберзькій гірничій академії і став гірничим майстром.
У 1699 році в Саксонії через російський набір кадрів Блюгер вступив на службу в Російське управління рудних справ у 1700 році як випробувач руди. Поблизу Калуги знайшов родовища піритів і галуну. У 1701 році він був відправлений до Саксонії з Іваном Федоровичем Патрушевим для вербування гірників, звідки він повернувся у вересні того ж року з 8 гірниками, включаючи металурга Вольфа Мартіна Циммермана. Він також продовжував сприяти найму на Урал гірничих експертів із Саксонії.
У лютому 1702 року Петро I, незадоволений розвитком гірничої справи на півночі Росії, направив в район Онезького озера пошукову експедицію на чолі з Патрушевим для пошуку срібних і мідних руд. Купець Генріх Бутенандт фон Розенбуш побудував там п'ять невеликих чавунних заводів, чотири з яких досі діяли і були передані Російській державі в 1703 році. До складу експедиції входили писар Іван Головачов, дегустатори Блюхер та Йоганн Цехаріус, тесля плавильника, альпініст Георг Шміден, 4 шахтарі, 2 перекладачі та 4 підмайстри. Незабаром Блюхер знайшов поблизу Олонця мідні руди. Того ж року там були побудовані плавильні печі, які в невеликих масштабах з перервами працювали до 1706 року.
Експедиція також мала визначити місця для будівництва нових металургійних заводів. Блюхер обрав гирло Лоссосінки в Онезьке озеро, де є залізна руда, багато лісу та води для роботи водяних коліс. Керівництво будівництвом нового металургійного заводу доручили Олександрові Меншикову, а керівництво на місці прийняв комендант Олонецької фортеці Іван Яковлєв. Ще в липні 1703 року гірничий інженер Яків Власов розпочав будівництво нового чавунного заводу, який став Петровським чавуногарматним заводом і ядром міста Петрозаводська. Першу гармату відлили в січні 1704 року, а до кінця травня відлили 60 гармат.
Наступні кілька років Блюер провів на Уралі. У 1704 році під Солікамськом знайшов занедбані копальні. У 1705 році він досліджував родовища руди в Кунгурському, Верхотур'зькому і Тобольському повітах і зупинявся на Уктусському чавуноробному заводі, першому металургійному заводі в тому, що пізніше став Єкатеринбургом.
У 1710—1712 роках Блюгер неодноразово представляв рекомендації Управлінню рудних справ і Сенату щодо створення гірничої адміністрації на колегіальній основі. У 1712 році він особисто вручив Петру I меморандум з пропозицією створити замість ліквідованого Управління копальних справ гірниче училище як компетентний центральний орган управління гірничими справами, щоб не залишати їх на відкуп державним канцеляріям. У 1713 році він повернувся на Урал і оглянув Жиловський залізорудний рудник поблизу Єкатеринбурга. У 1715 році проводив землемірні роботи в Астраханській губернії. У 1716 році його відправили на рудні поля на Кавказ. Оскільки Петро I знайшов результати незадовільними та запідозрив недостатню старанність, він знову відіслав Блюера з супроводжуючим. У 1719 році Блюхер планував ще одну поїздку в Олонець для набору персоналу для Кунгурського куреня.
У 1719 році окремі пункти з меморандуму Блюгера були прийняті без змін в Укасі для заснування Гірничого коледжу, який існував з перервами до 1811 року, коли створено Департамент гірничих і соляних справ.
З 1720 по 1725 рік Блюгер був другим членом канцелярії з гірничих справ у званні гірника [3]. У березні 1720 року разом з артилерійським капітаном Порущиком Василем Татіщевим був відправлений на Урал для будівництва шахт і металургійних заводів у відповідних місцях. До групи Блюгера входили гірський писар Патрушев, Йоганн Берглін і А. П. Капачев. Вже навесні 1720 року Блюер виплавив першу мідь з алтайських проб. Після того, як у січні 1721 року вирішено побудувати державний металургійний завод на Іссеті, у лютому визначили місце для спорудження дамби та розпочали будівництво, так що дамбу ввели в експлуатацію в листопаді 1723 року в день святої Катерини. Цей день вважається днем заснування міста Єкатеринбурга. У грудні 1722 року разом з Георгом Вільгельмом Хеннінгом він перевірив металургійні заводи Акінфі Демідова, з яким вів суперечку з 1721 року. Разом з Хеннінгсом Укасом він очолював Сибірське гірниче управління з 1724 по 1725 рік і керував завершенням будівельних робіт в Єкатеринбурзі.
У квітні 1725 року Блюгера призначили до гірничого коледжу в Санкт-Петербурзі, після чого він виступав за більший контроль над Демідовськими роботами на Уралі. У 1726 році він досліджував срібні і мідні копальні поблизу Олонця. У 1728 році він був призначений асесором гірничої колегії і працював членом гірничої колегії до 1731 року.